# Danau Tamblingan
Danau Tamblingan är en sjö i Indonesien.   Den ligger i provinsen Provinsi Bali, i den sydvästra delen av landet, 900 km öster om huvudstaden Jakarta. Danau Tamblingan ligger 1 216 meter över havet. Arean är 1,4 kvadratkilometer. Den ligger på ön Bali. Danau Tamblingan ligger vid sjön Danau Buyan.I omgivningarna runt Danau Tamblingan växer i huvudsak städsegrön lövskog. Den sträcker sig 1,9 kilometer i nord-sydlig riktning, och 1,2 kilometer i öst-västlig riktning.